# Wyuna
Le Wyuna est un ancien bateau pilote de la baie de Port Phillip dans l'État de Victoria en Australie puis navire-école de l'Australian Maritime College (en) (AMC) en Tasmanie.

## Historique
Le navire a été construit en 1953 par Ferguson Shipbuilders de Port Glasgow, en Écosse pour l'organisation Port Phillip Sea Pilots en tant que bateau pilote. Il est propulsé par une centrale diesel-électrique composée de générateurs diesel alimentant des moteurs électriques couplés aux arbres d'hélices. Son rôle en tant que bateau pilote était de naviguer avec des pilotes à bord pour rencontrer des navires entrant dans la baie de Port Phillip.
Au début des années 1970, le service des pilotes a commencé à utiliser des lancements rapides pour permettre aux pilotes de monter à bord alors que les navires étaient encore en cours de navigation, et en 1979, le Wyuna a été vendu à l'Australian Maritime College (en) de Launceston, en Tasmanie, comme navire-école. Le navire a continué dans ce rôle jusqu'en 2004 lorsqu'il a été vendu à Mineralogy Pty Ltd en tant que navire d'hébergement. En septembre 2013, il a été donné à la Western Port Oberon Association pour le Victorian Maritime Centre (en) actuellement à Crib Point.
Pendant un certain temps, il a été amarré à Beauty Point, en Tasmanie, et après avoir été rénové pendant 18 mois, il devait être transféré aux Docklands à Melbourne.  Après que cette zone soit devenue indisponible, le navire a été amarré au Inspection Head Wharf à Beauty Point. Après une période là-bas, il a été remorqué dans Bell Bay où il jeta l'ancre à partir de janvier 2016.
Lorsque le financement sera disponible, la Western Port Oberon Association a l'intention d'exposer le navire dans une cale humide aux côtés de l'ancien sous-marin de la classe Oberon de la Royal Australian Navy, le HMAS Otama.